# 大和安堵駅
大和安堵駅（やまとあんどえき）は、かつて奈良県生駒郡安堵村（現・安堵町）西安堵にあった近畿日本鉄道（近鉄）法隆寺線の駅（廃駅）である。

## 歴史
- 1916年（大正5年）3月10日：天理軽便鉄道の新法隆寺と額田部の間に安堵駅として開業[1]。
- 1921年（大正10年）1月1日：天理軽便鉄道が大阪電気軌道に買収され[2][3]、同社の天理線の駅となる。
- 1922年（大正11年）4月1日：当駅含む近畿日本法隆寺 - 平端間が法隆寺線となる。
- 1928年（昭和3年）：大和安堵駅に改称。
- 1944年（昭和19年）6月1日：近畿日本鉄道の駅となる。
- 1945年（昭和20年）2月11日：当駅を含む法隆寺線全線が不要不急線として休止。
- 1952年（昭和27年）4月1日：法隆寺線の廃止により廃駅となる。

## 駅構造
ホームは1面のみで、待避線はなかった。簡易な上屋があるだけで、バス停留所のような造りの地上駅であった。

## 駅周辺
駅跡、線路跡には住宅が建ち痕跡はない。
- 安堵駐在所
- 安堵町役場
- ファミリーマート安堵店
- 奈良交通「東安堵」停留所

## 隣の駅
近畿日本鉄道
法隆寺線
近畿日本法隆寺駅 - 大和安堵駅 - 額田部駅